# Quintanilla de Arriba (kommunhuvudort)
Quintanilla de Arriba är en kommunhuvudort i Spanien.   Den ligger i provinsen Provincia de Valladolid och regionen Kastilien och Leon, i den centrala delen av landet, 140 km norr om huvudstaden Madrid. Quintanilla de Arriba ligger 742 meter över havet och antalet invånare är 230.
Terrängen runt Quintanilla de Arriba är platt åt sydost, men åt nordväst är den kuperad. Quintanilla de Arriba ligger nere i en dal. Runt Quintanilla de Arriba är det glesbefolkat, med 19 invånare per kvadratkilometer. Närmaste större samhälle är Peñafiel, 8,8 km öster om Quintanilla de Arriba. Trakten runt Quintanilla de Arriba består till största delen av jordbruksmark.